# 国鉄ヨ8000形貨車
国鉄ヨ8000形貨車（こくてつヨ8000がたかしゃ）は、日本国有鉄道（国鉄）が1974年（昭和49年）から1979年（昭和54年）までに製造した事業用貨車（車掌車）である。

## 概要
従来から使用されてきたヨ5000形やヨ6000形の補充や、それ以前の老朽化した車掌車や有蓋緩急車などの置き換え用として、1974年から1979年までに1,170両が製作された。製作メーカーは日本車輌製造・川崎重工業宇都宮工場・三菱重工業・若松車輌の4社である。
製造初期の車両は最高速度65km/hの有蓋緩急車が多数残存していた北海道、および四国に集中投入された。

## 構造

### 車体
車体は戦前製のヨ2000形から続いていた箱型構造を採用せず、短い車体の両端にヒサシが張り出す形状が採用された。これはコキフ10000形やコキフ50000形の仕様を踏襲したもので、ヨ6000形相当の台枠上に車掌室ユニットをボルトで接合する構造によりコストダウンと製造合理化が図られた。外部塗色は黒色である。
本形式はコンテナ車と同等の車掌室ユニットを載せた設計ゆえ屋根が短く、デッキは完全に露出した特異な構造である。これは床下機器の艤装空間を確保するほか、軸距を確保し、高速走行時の安定性を維持するための設計である。

### 車内

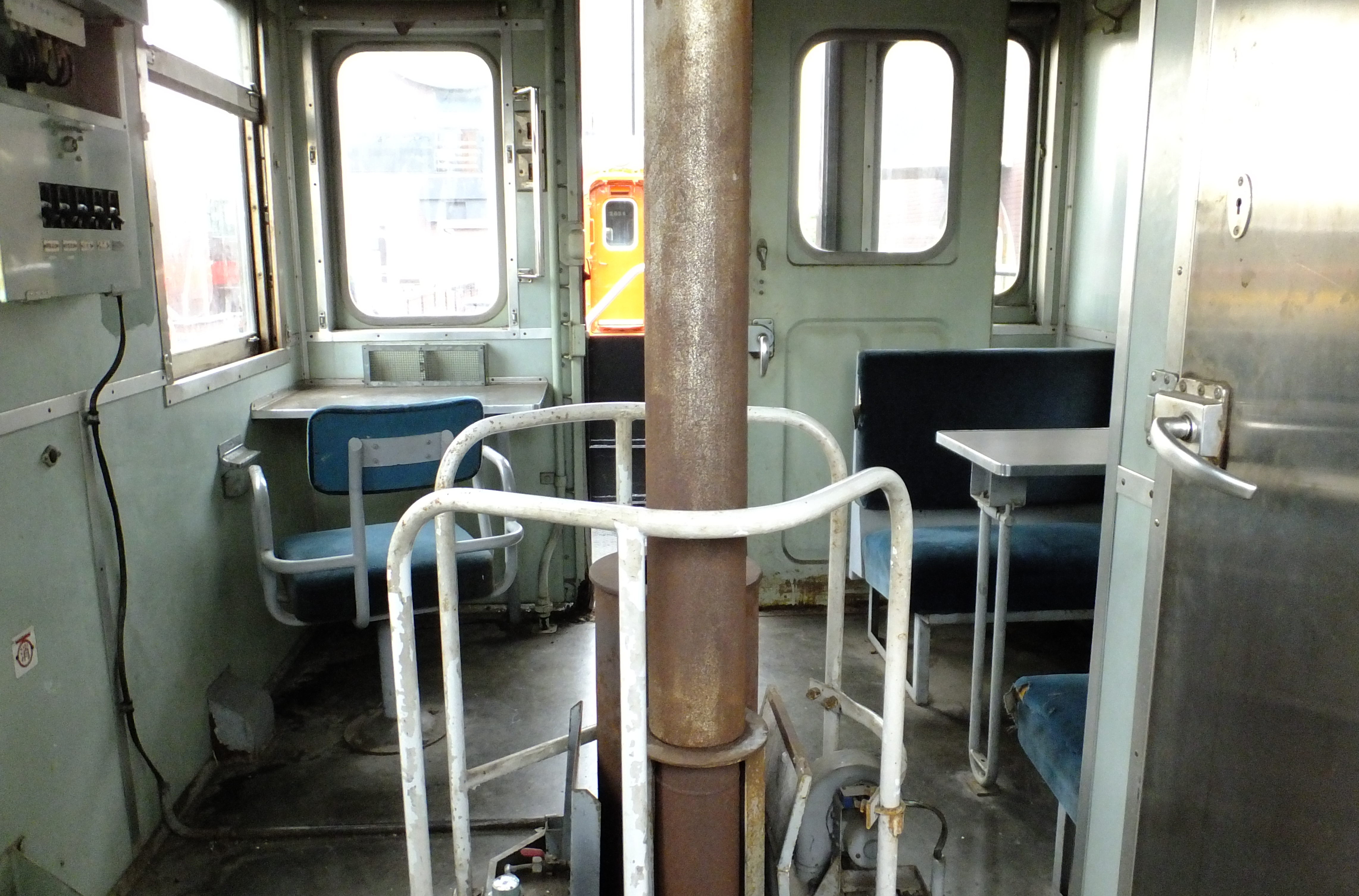
ヨ8000形の車内（真岡駅SLキューロク館、2013年頃）

室内設備は、照明の蛍光灯化、新造時より暖房の石油ストーブ化が行われたほか、国鉄の量産型車掌車で初の便所も設置され乗務環境が向上した。北海道に投入された車両は寒冷対策として二重窓とされている。

### 走行装置
懸架装置は二段リンク式で、二軸車ではあるが担いバネを柔らかくして最高速度85km/hでの走行を可能としている。ブレーキにはレジン制輪子が採用され、特に制動時の静粛性が格段に向上した。従来の鋳鉄製制輪子では制動時に車掌車の構造上（内部がほぼ空洞）共鳴音が激しく列車無線の使用も出来ないほどであった。

## 形式内改造車
特殊用途の改造車として、以下の区分がある。

### 「有明」水前寺直通用電源車（28000番台）
JR九州において、485系の電車特急「有明」が当時は非電化であった豊肥本線水前寺駅へ乗り入れを行う際、当初使用されたスハフ12形客車に代わるサービス電源供給用電源車として1987年にヨ28001・ヨ28002の2両が改造された。
改造に際して、石油ストーブ・便所・床下の水タンク・蓄電池箱等が撤去され、新たにディーゼルエンジン駆動の発電機・燃料タンク・ラジエターを搭載すると共に、台枠も強化されて、電車と連結する1エンド側端梁は延長のうえ両頭連結器が装備された。また、ブレーキ装置の変更と合わせて自動空気ブレーキと電気指令式ブレーキの相互読替装置が搭載されている。
塗色は白1色であったが、翌1988年（昭和63年）に783系電車（ハイパーサルーン）が水前寺行き「有明」に投入された際に、赤ラインが加えられた。
1994年（平成6年）に「有明」の水前寺乗り入れが終了すると用途がなくなり、1995年（平成7年）1月24日付で廃車された。豊肥本線は1999年に熊本駅 - 肥後大津駅間が電化されている。

### 苅田港線推進運転対応車（38000番台）
| ヨ38000 |  | 反対側 |
| ヨ38000 |  | 反対側 |

日豊本線の貨物支線である苅田港線（小波瀬西工大前 - 苅田港間）に浜小倉（のちに北九州貨物ターミナル）から入線する貨物列車は、小波瀬西工大前でスイッチバックする線路形態であり、機回しを省略するため、DE10形を列車の前後に連結するプッシュプル方式で運転が行われていた。運用効率低下などの弊害を解消するため、DD51形で推進運転をする方式に変更することとなり、この苅田港線内の貨物列車推進運転用にJR貨物小倉車両所においてヨ8612の1両が1994年10月27日付けで改造され、ヨ38000となった。
改造に際しては、石油ストーブ・石油タンク・床下の水タンクを撤去し、ブレーキ弁・警笛・前部標識灯（後部標識灯を改造）・電気式ワイパー等が装備された。塗色は両側で異なり、片側が朱色1色、反対側（トイレ側）が朱色、白色、青色3色のトリコロールとなっている。
2005年（平成17年）1月、苅田港線の貨物列車運転終了で用途が無くなり、廃車された。

## 運用

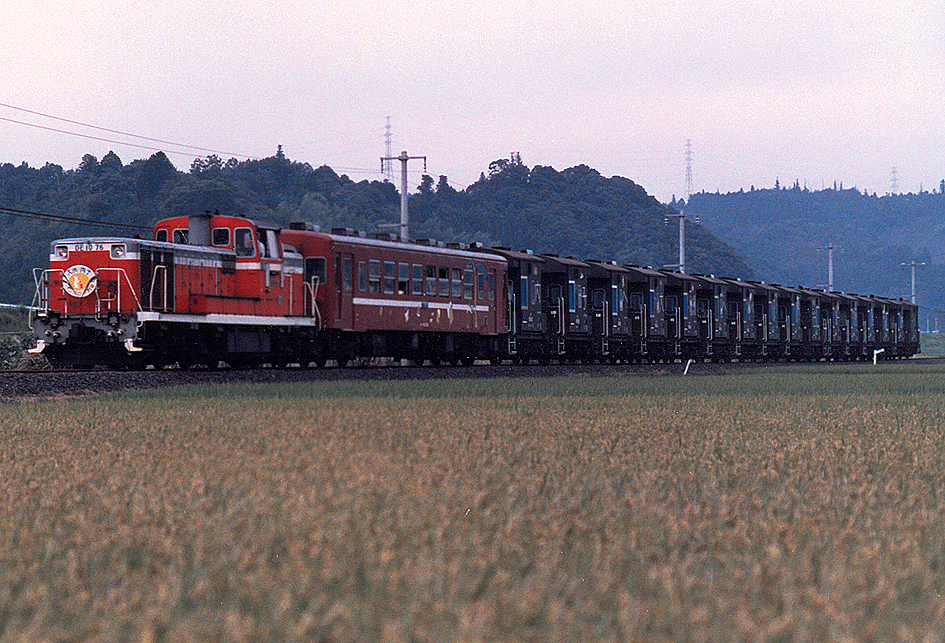
DE10 76牽引 「大洲内子バンガロー列車」 （DE10 76+オハフ50 190「オアシス」+ヨ8000×16、1986年、予讃本線新谷 - 伊予若宮信号所間）

性能や外観は従来の車掌車から大幅に変化し、乗務環境を向上させた最新設備の形式として大量に製作され全国で使用された。1974年度当初は1段リンク車として残っていた北海道のワフ121000形やワフ122000形、四国のヨ3500形などの置き換え用に投入されたが、1976年度以降は本州への投入も開始された。
1985年（昭和60年）8月3・4日に高松 - 大歩危間で「バンガロー列車」というイベント列車が運転された。大歩危駅で窓に防虫網を貼り付けたヨ8000をバンガローとして使用するもので、編成はDE10+オハフ50+ヨ8000×18両であった。翌年には高松・松山 - 内子・伊予大洲間で「大洲内子バンガロー列車」という同様のイベント列車が運転された。伊予大洲駅で窓に防虫網を貼り付けたヨ8000をバンガローとして使用するもので、編成はDE10+オハフ50+ヨ8000×16両であった。
1986年（昭和61年）に貨物列車の車掌乗務が原則廃止され、本来の用途を喪失した。翌1987年4月の国鉄分割民営化では一部がJRに継承された。会社ごとの継承両数は、北海道旅客鉄道（JR北海道）が36両、東日本旅客鉄道（JR東日本）が55両、東海旅客鉄道（JR東海）が23両、西日本旅客鉄道（JR西日本）が4両、四国旅客鉄道（JR四国）が4両、九州旅客鉄道（JR九州）が16両、日本貨物鉄道（JR貨物）が148両の計336両であった。
鉄道車両の甲種輸送や大物車による特大貨物列車への係員添乗用や工事用など添乗や控車などの特殊用途に、わずかながら現在でも使用されている。
2009年（平成21年）4月1日時点の在籍数は、JR東日本に2両、JR西日本に1両、JR九州に1両、JR貨物22両の計26両であった。
2016年（平成28年）6月1日付でJR西日本後藤総合車両所に配置されていた1両（ヨ8709）が東武鉄道に譲渡（JR西日本としての廃車）されたことにより、JR旅客6社から配置がなくなっている。

## 譲渡

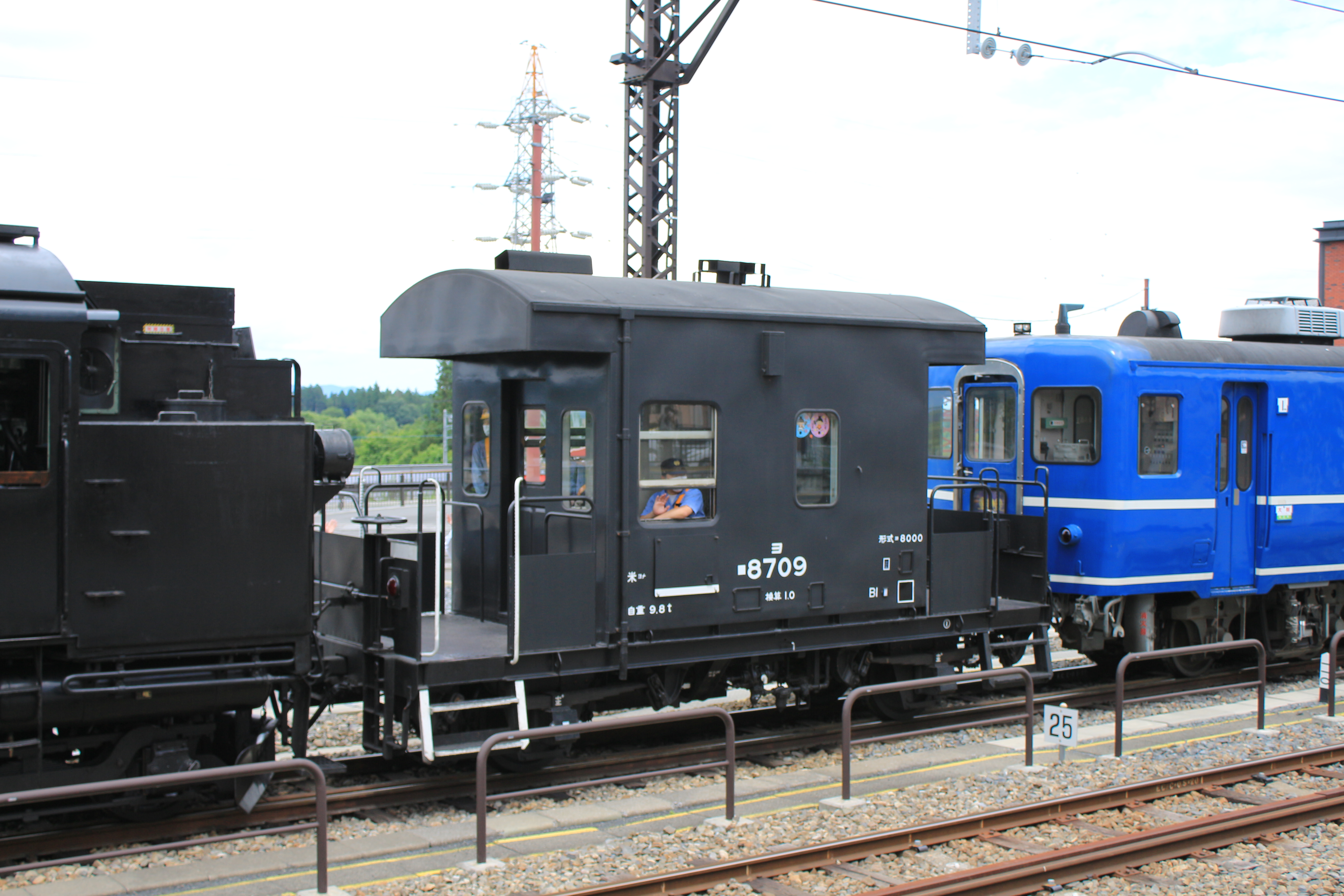
東武鉄道に譲渡された「SL大樹」用のヨ8709
（2020年6月20日下今市駅）

本形式2両が1992年（平成4年）、長良川鉄道にトロッコ列車用として譲渡され、ながら3形3001（とみか）, 3002（はちまん）となったが、同列車の運転中止に伴い廃車となった。
1993年（平成5年）には1両が島原鉄道に入線した。ヨ8001の車番が与えられたが、同時期に入線したワム80000（ワム80001）と共に車籍編入はなされず工事車両として使用された。
2015年（平成27年）には明知鉄道にヨ18080 、若桜鉄道にヨ8627が入線した。
2016年には東武鉄道で翌年から運転を開始した「SL大樹」用に、JR貨物からヨ8634、JR西日本からヨ8709が譲渡された。

## 保存車
| 画像 | 番号            | 所在地                                                                     | 備考 |
| ---- | --------------- | -------------------------------------------------------------------------- | --- |
|      | ヨ8017          | 北海道常呂郡佐呂間町字永代町65-1 佐呂間町交通公園 （旧佐呂間駅）           | |
|      | ヨ8006          | 北海道三笠市本町971-1 クロフォード公園                                     | 現存している最若番。DD51 548、ホキ2341、ホキ746と連結して保存されている。 |
|      | ヨ8083          | 北海道北見市常盤町                                                         | 個人所有 |
|      | ヨ8057          | 北海道釧路市阿寒町上阿寒34 阿寒炭鉱と鉄道館「雄鶴」                        | C11 65と連結されている。 |
|      | ヨ8055          | 北海道空知郡上砂川町中央北1条1丁目 旧上砂川駅跡（悲別駅）                  | |
|      | ヨ8103          | 北海道三笠市萱野 旧萱野駅跡                                                | 駅跡はライダーハウスとして利用されており、そこに付随する形で利用されている。 |
|      | ヨ8018          | 北海道網走郡大空町女満別本通1丁目 女満別駅                                 | 以前は宿泊施設として4両の車掌車が足回りも含めて保存されていた。2024年11月に老朽化のため解体される事となったが、この車両ともう1両の2両は網走市へ搬送され引き続き保存されている。 |
|      | 車番不明        | 北海道札幌市豊平区                                                         | |
|      | ヨ8873          | 青森県むつ市大畑町庚申堂 旧下北交通大畑駅跡 ※動態保存                      | 車体番号「ヨ8873」の「7」の部分が修正された跡あり。車掌室内部の車体番号は「ヨ8803」のままとなっている。                                                                         |
|      | ヨ8798          | 山形県西村山郡河北町谷地戊81 河北中央公園                                  | |
|      | ヨ8783          | 福島県福島市在庭坂南林60−2 NPO法人まごころ介護サービス                     | |
|      | ヨ8809          | 栃木県那須烏山市白久218-1 那珂川清流鉄道保存会                             | |
|      | ヨ8928          | 栃木県日光市足尾町掛水 足尾駅構内                                          | |
|      | ヨ8614          | 栃木県真岡市台町2474-6 真岡駅 SLキューロク館 ※ヨ8593は動態保存             | ヨ8016と表記されている。 |
|      | ヨ8593          | 栃木県真岡市台町2474-6 真岡駅 SLキューロク館 ※ヨ8593は動態保存             | 蒸気機関車49671の運転時に乗車用として連結される。 |
|      | ヨ8841          | 群馬県安中市松井田町横川 碓氷峠鉄道文化むら※動態保存                       | EF63体験運転時の連結、推進運転用に使用される。 |
|      | ヨ8597          | 千葉県君津市東日笠191-1 清和ゆめの丘牧場                                   | |
|      | ヨ8818          | 千葉県いすみ市作田1298 ポッポの丘※動態保存                                 | 10t入換動車、ヨ13959、ヨ14157、ヨ14202と連結され、体験運転ができる。 |
|      | ヨ8890          | 東京都国立市                                                               | 運送会社の敷地内に置かれている。 |
|      | ヨ8411          | 神奈川県伊勢原市 伊勢原市総合運動公園 ※解体済み                            | |
|      | ヨ8771          | 福井県越前市                                                               | 民間所有 |
|      | ヨ8591          | 長野県北安曇郡白馬村北城4617 白馬ミニトレインパーク                        | |
|      | ヨ8916 ヨ8920   | 愛知県稲沢市長野7丁目 リーフウォーク稲沢                                   | |
|      | ヨ18080         | 岐阜県恵那市明智町 明智駅 ※動態保存                                        | 蒸気機関車C12 244の運転時に乗車用として連結される。 |
|      |                 | 岐阜県岐阜市 岐阜市畜産センター                                            | |
|      | ヨ8633 ヨ18085  | 岐阜県大垣市 大垣駅南口前 ※解体済み                                        | |
|      | ヨ18065 ヨ18066 | 岐阜県大野町                                                               | 民間所有 |
|      | ヨ18119         | 京都府亀岡市保津町針ノ木新田35 保津川ライブスチームクラブ ※非公開          | |
|      | 車番不明        | 京都府長岡京市東神足1丁目 長岡京駅東口前                                   | 番号が「シ630401」に書き換えられている。 |
|      | ヨ8682          | 兵庫県三田市あかしあ台5丁目1 はじかみ池公園                                | D51 25およびマニ50 2036と連結されており、「夢サンディ号」の愛称が与えられている。車体は緑色に塗り替えられていたが、現役時代の黒色に戻された。                                   |
|      | ヨ8675          | 兵庫県西宮市蓬莱峡                                                         | 表記はワム583422となっている |
|      | ヨ8899          | 兵庫県西宮市                                                               | 民間所有 |
|      | ヨ8627          | 鳥取県八頭郡若桜町若桜字蓮教寺下モ 若桜駅構内                              | |
|      | ヨ8723          | 広島県豊田郡大崎上島町沖浦地区 ※車体のみ                                   | ヨ6667と連結して保存 |
|      | ヨ8926          | 愛媛県松山市 しおかぜ堂                                                    | |
|      | ヨ18046 ヨ18047 | 福岡県直方市大字頓野550-1 汽車倶楽部 ※非公開                               | |
|      | ヨ8955          | 熊本県水俣市久木野1071 水俣市久木野ふるさとセンター愛林館 （旧久木野駅跡） | |
|      | ヨ8739          | 大分県別府市餅ヶ浜町2-6 餅ヶ浜保育園                                       | |
|      | 車番不明        | 大分県玖珠郡九重町大字田野 くじゅうエイドステーション                      | 車体のみ宿泊施設として使用されている。 |
|      | ヨ8958          | 鹿児島県薩摩郡さつま町永野884 永野鉄道記念館 （旧薩摩永野駅跡）            | |
|      | ヨ8952          | 鹿児島県伊佐市大口上町 伊佐市鉄道記念公園 （旧薩摩大口駅跡）               | |
|      | ヨ8951          | 鹿児島県志布志市志布志町志布志3丁目26-1 志布志鉄道記念公園 （志布志駅前）  | C58 112、キハ52 130と連結されている。 |
|      | ヨ8959          | 鹿児島県肝属郡東串良町池之原 旧東串良駅跡 ※解体済み                        | |
|      | ヨ8953          | 鹿児島県鹿屋市吾平町麓51-1 吾平鉄道記念公園 （旧吾平駅跡）                 | キハ20 452と連結されている。 |
|      | 車番不明        | 鹿児島県霧島市国分上井 銅田駅跡鉄道記念公園                                | 車体のみ |